# Las Bocas (Sonora)
Las Bocas es una localidad tipo congregación  perteneciente a la comunidad de Masiaca, la cual se localiza en el municipio de Huatabampo localizada en el sur del estado mexicano de Sonora. La localidad es también un pequeño puerto pesquero en desarrollo. Según los datos del Censo de Población y Vivienda realizado en 2010 por el Instituto Nacional de Estadística y Geografía (INEGI), La Bocas tiene un total de 1,049 habitantes.
Las Bocas es un destino popular de fin de semana y de vacaciones para gente del sur de Sonora (especialmente de la ciudad de Navojoa) y del norte de Sinaloa, el cual tiene su clímax de visitantes durante el periodo de Semana Santa.

## Playas
Un arroyo que corre durante la época de lluvias, divide Las Bocas en Playa Norte y Playa Sur.
Otras playas cercanas son: Camahuiroa, al sur; y Tohaui y Bachoco, al norte.

## Plaza de la Playa Norte
En la Playa Norte de Las Bocas existe una plaza circular de 30 m de diámetro aproximadamente, construida en la década de los 80. Tiene bancas, faroles y piso de concreto y piedra bola; además tiene señalados los 4 puntos cardinales. La plaza tiene una característica peculiar: en las tardes serenas, intensifica el ruido del mar, produciendo la sensación de sonido estéreo en los oídos. Otro fenómeno que tiene diversas interpretaciones, ocurre cuando una persona grita en el centro de la plaza: a pesar de no tener edificaciones contiguas, puede escuchar el eco del grito y en el extremo de la plaza, también se puede escuchar el susurro de la persona que está en el centro, esto ocurre por las ondas magnéticas del lugar.

## Hospedaje y otros servicios
Hay un hotel pequeño localizado cerca de la Plaza en la Playa Norte. Muchas casas están disponibles para renta. Hay muchas pequeñas tiendas de abarrotes; supermercados más grandes solo están disponibles en Navojoa. Aunque no hay gasolinerías en Las Bocas, este servicio lo proporcionan los residentes locales. Durante Semana Santa hay varios puestos de comida mexicana y mariscos, también hay una congeladora de camarón donde le ofrecen un excelente producto y la pizzería llamada Yoku Pizza en la Playa Sur y una cafetería llamada Las Bocas Mayo Coffee enseguida de la pizzeria.

## Transporte
El pueblo es fácilmente accesible a través de la carretera estatal pavimentada SON 199 de dos carriles que lo comunica con la Carretera Federal 15, 30 km al sur de Navojoa.
El bulevar principal de Playa Sur está pavimentado y continúa hasta llegar a la playa de Camahuiroa. Hacia el norte, un camino está siendo construido para llegar al puerto de Yavaros.
El aeropuerto comercial más cercano es el Aeropuerto Internacional de Ciudad Obregón, aproximadamente a 100 km de distancia.